# Partido Africano de la Independencia de Cabo Verde
El Partido Africano de la Independencia de Cabo Verde (en portugués: Partido Africano da Independência de Cabo Verde), abreviado como PAICV, es un partido político caboverdiano de ideología socialista fundado el 20 de enero de 1981 luego de su separación definitiva del Partido Africano para la Independencia de Guinea y Cabo Verde (PAIGC). 
Al momento de su fundación sucedió al PAIGC como partido único de Cabo Verde en el marco de un régimen socialista, hasta el advenimiento del multipartidismo en 1990. Desde entonces, sin embargo, el PAICV se ha mantenido como uno de los principales partidos políticos del país dentro de un sistema bipartidista con el liberal Movimiento para la Democracia.
En términos ideológicos, el PAICV fue desde su fundación hasta 1991 un partido de carácter marxista-leninista. Sin embargo, ha modificado en gran medida su situación en el espectro político tras la democratización, considerándose a sí mismo como un partido «de izquierda democrática y moderna», que busca una economía de bienestar que contemple la «iniciativa pública, privada y social». En el plano internacional, el partido tiene una postura panafricanista y defiende la permanencia de Cabo Verde en la Unión Africana y otros espacios de integración regional. Los miembros del partido se han apodado históricamente a sí mismos como «os tambarinas» (los tamarindos), y se identifican con el color amarillo, mientras que algunos medios de comunicación utilizan el término informal «partido da estrela negra» (partido de la estrella negra) para referirse al PAICV debido su sello oficial, que tiene una estrella negra en el medio. Es miembro pleno de la Internacional Socialista.
En conjunto con el PAIGC ha sido la fuerza política que más tiempo ha gobernado Cabo Verde, primero desde la independencia del archipiélago en 1975 hasta 1991 siendo partido único, con Pedro Pires como primer ministro y luego democráticamente entre 2001 y 2016 bajo la jefatura de José María Neves. Ha ganado en tres ocasiones la presidencia de la República por medios democráticos, con la candidatura de Pedro Pires en 2001 y 2006 y con la de José María Neves en 2021. En dos ocasiones (1996 y 2016) se abstuvo de disputar estos comicios debido a sus escasas posibilidades de victoria, facilitando las reelecciones de los dos presidentes del MpD (António Mascarenhas Monteiro y Jorge Carlos Fonseca).

## Orígenes y fundación
El PAICV tiene su origen en el Partido Africano para la Independencia de Guinea y Cabo Verde (PAIGC) fundado en 1956 en la Guinea Portuguesa (actual Guinea-Bisáu), encabezado por Amílcar Cabral. Su líder y referente en Cabo Verde fue Aristides Pereira, que fue uno de los seis miembros fundadores del partido.
El ataque inicial que dio comienzo a la guerra de Independencia de Guinea-Bisáu (y a la guerra colonial portuguesa en general) se dio precisamente en Praia, la capital del entonces Cabo Verde portugués. Sin embargo, la guerra de guerrillas se concentró en gran medida en Guinea continental, ya que las razones logísticas impidieron una lucha armada en las islas de Cabo Verde. En las islas de Cabo Verde, PAIGC trabajó de manera clandestina. La propuesta de unificar Guinea y Cabo Verde en un mismo país se debía en esencia al escaso sentimiento nacionalista entre la población caboverdiana, compuesta en su mayoría por criollos portugueses y descendientes de esclavos, lo que provocó el temor de la dirigencia del PAIGC de que, una vez finalizado el conflicto, Portugal se apropiara de las islas. La declaración unilateral de independencia de Guinea-Bisáu en 1973 fue internacionalmente reconocida por las Naciones Unidas, pero Cabo Verde se mantuvo bajo control portugués hasta el final de la guerra con el colapso del régimen dictatorial del Estado Novo en abril de 1974. En 1975, Cabo Verde obtuvo su independencia como un país separado, con Aristides Pereira como presidente y Pedro Pires como primer ministro. El PAIGC instauró regímenes de partido único en Cabo Verde y Guinea-Bisáu, y tanto el gobierno bisauguineano como el caboverdiano expresaron su intención de lograr la unificación.
El 30 de junio de 1975, Cabo Verde celebró elecciones para una Asamblea Constituyente, con una lista del PAIGC como única candidatura, que debía ser aprobada o rechazada por los votantes. La lista obtuvo el 95,58% de los votos y, por lo tanto, los 56 escaños de la Asamblea, que se constituyó como Asamblea Nacional Popular tras la sanción de la nueva constitución, el 13 de octubre de 1980. El capítulo tercero de dicha constitución «del proceso de unidad con Guinea-Bisáu», sentaba las bases para la futura unificación, establecía el mandato de mantener relaciones estrechas con la Guinea continental, motivaba la progresiva integración militar y, finalmente, estipulaba que en última instancia la unión se sometería a una consulta popular. Sin embargo, tan solo un mes después de la sanción de la constitución caboverdiana, el 14 de noviembre, se produjo un golpe de Estado en Guinea-Bisáu que derrocó al gobierno de Cabral y lo suplantó por un gobierno militar dirigido por João Bernardo Vieira. En respuesta al golpe, el gobierno de Pereira cortó relaciones diplomáticas con Guinea-Bisáu, disolvió la rama local del PAIGC y la reemplazó con el Partido Africano de la Independencia de Cabo Verde el 10 de enero de 1981. Un mes antes, el 7 de diciembre, se realizaron los primeros comicios parlamentarios tras la sanción de la carta magna, con un 93,08% de los votos en apoyo a la lista única.

## Historia

### Gobierno de partido único

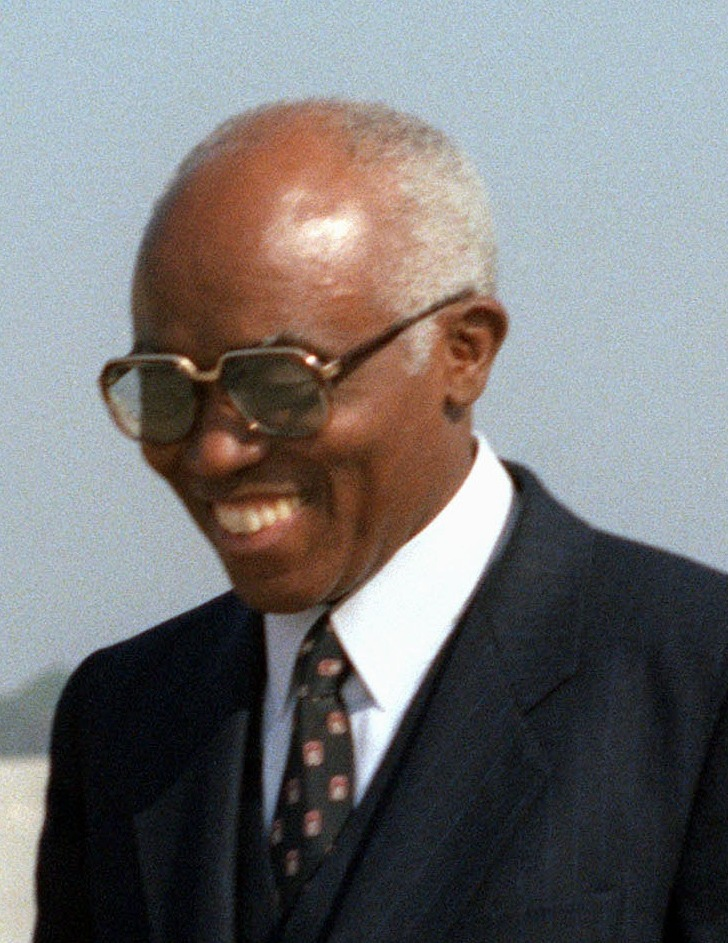
Aristides Pereira, fundador del PAICV, gobernó Cabo Verde entre 1975 y 1991 bajo un sistema de partido único.

El cambio de nombre y la fundación del PAICV no modificó el panorama político del país, que mantuvo a la nueva formación como única fuerza política legal. La última elección de este período político tuvo lugar en 1985, con un 94,10% de los votantes apoyando la lista del PAICV, en la que sin embargo, participaron varios disidentes como extrapartidarios dentro de la lista. La política exterior del gobierno de Pereira y Pires se basó en la No Alineación durante la Guerra Fría, a pesar del ideal comunista del régimen. Cabo Verde firmó un tratado de amistad con la República Popular de Angola en diciembre de 1975, poco después de que ambos obtuvieran su independencia. Más tarde, el gobierno caboverdiano enviaría tropas de las Fuerzas Armadas Revolucionarias del Pueblo a luchar en Angola durante la guerra civil en dicho país, en favor del gobierno comunista de José Eduardo dos Santos contra la guerrilla UNITA. Las tropas enviadas por Pereira fueron también guardaespaldas personales de Dos Santos.
Debido a su política de No Alineación, mantuvo del mismo modo relaciones con los Estados Unidos de América, que enviaron ayuda humanitaria a Cabo Verde después de que un huracán golpeó al país en 1982. En el último período del unipartidismo, en octubre de 1988, estableció relaciones con Corea del Sur.
El plano económico resultó complicado. En 1984, la sequía redujo las cosechas un 25% respecto a cinco años antes, el déficit de la balanza comercial fue de 70 millones de dólares y la deuda externa se situó en 98 millones de dólares. El sistema de distribución de alimentos y la eficiente gestión estatal evitaron que el país cayera en la hambruna. Pobre en recursos naturales, con sólo el 10% de la tierra cultivable, Cabo Verde dependía mucho de la importación de alimentos, sobre todo bajo forma de ayuda humanitaria. La escasez obligó al país a depender de la ayuda extranjera, complicando los proyectos del «primer Plan de Desarrollo» que había iniciado el régimen del PAICV. En 1986, el «Segundo Plan de Desarrollo» dio prioridad al sector privado de la economía (sobre todo al informal) y se combatió la desertificación, dando inicio a las reformas económicas que se profundizarían tras el fin del unipartidismo. La meta fue recuperar (hasta 1990) más de cinco mil hectáreas de tierra y poner a funcionar un sistema único de administración y distribución de las reservas de agua del país. En una primera etapa, se construyeron más de quince mil diques de contención de aguas pluviales y se forestaron 23.101 hectáreas. Pese a la sequía, aumentó la productividad agropecuaria, que abasteció casi totalmente de carne y hortalizas a la población, sin recurrir a la importación.
Con el final de la Guerra Fría en Europa a fines de 1989, y la sucesiva caída de gobiernos de partido único en todo el mundo, así como un debilitamiento progresivo de la situación económica, el régimen del PAICV comenzó a discutir finalmente la posibilidad de una salida democrática. El 19 de febrero de 1990, se realizó un congreso extraordinario del PAICV para tratar la cuestión. El Consejo Nacional del partido aprobó la transición hacia el multipartidismo, que fue anunciada a la población por el primer ministro Pedro Pires esa misma noche. El gobierno aprobó una ley electoral y legalizó los partidos políticos.

### Primer período de oposición

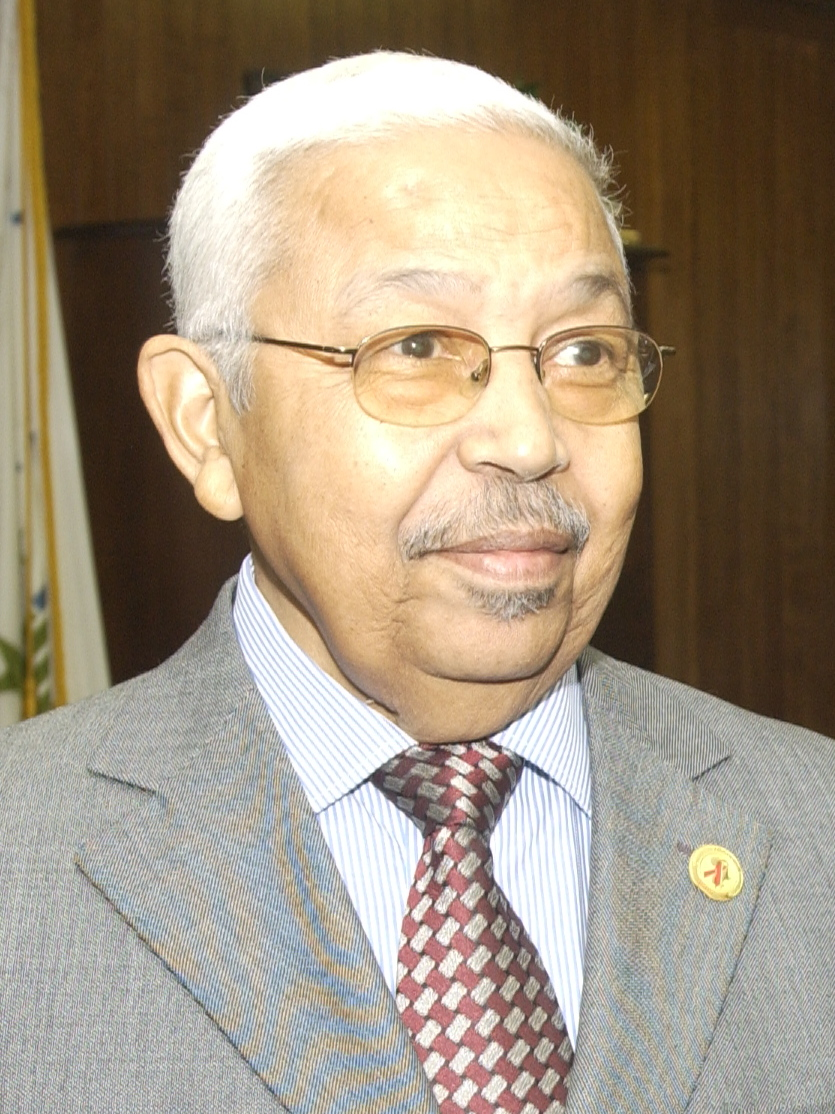
Pedro Pires lideró al PAICV durante su primer período en oposición, posteriormente fue elegido presidente.

Las primeras elecciones libres de la historia caboverdiana tuvieron lugar el 13 de enero de 1991. La única formación que disputó el poder al PAICV fue el Movimiento para la Democracia (MpD), fundado en marzo de 1990. El país se dividió en veintidós circunscripciones basadas en los municipios en los que se dividía el país, con otros tres escaños que representarían a los caboverdianos residentes en Europa, África y América. Pereira renunció como líder del partido con la intención disputar las elecciones presidenciales que tendrían lugar después de las parlamentarias, por lo que el líder electoral del PAICV de cara a los comicios fue Pires. A pesar de que el hecho de ser una de los dos únicas listas disputantes le permitió al PAICV sobrevivir como fuerza electoral en el marco de una democracia pluralista, el MpD obtuvo una victoria abrumadora con un 66,41% de los votos y una mayoría de dos tercios de la Asamblea Nacional Popular (renombrada más tarde como Asamblea Nacional) con 56 de los 79 escaños. El PAICV obtuvo el 33,59% restante de los votos y logró ganar solo en cinco de las veintidós circunscripciones nacionales. Recibió, sin embargo, un apoyo particular de parte de los votantes en el extranjero, obteniendo cómodas victorias en África y América, y perdiendo por poco en Europa, donde solo un 32% de los votantes registrados emitió sufragio. La dirigencia del PAICV no tardó en reconocer la derrota.
Un mes más tarde tuvieron lugar las primeras elecciones presidenciales directas, instaurando un sistema de semipresidencialismo. La situación electoral del PAICV, con la candidatura de Pereira a una tercera reelección, empeoró visiblemente. Aunque el sistema electoral preveía una segunda vuelta en caso de que ningún candidato obtuviera mayoría absoluta de votos, de nuevo la competencia se limitó a una sola vuelta entre Pereira y António Mascarenhas Monteiro, candidato del MpD, sin que los terceros partidos presentaran candidatos. En este contexto, la victoria del MpD fue aún más abrumadora, recibiendo el 73,44% de los votos contra el 26,56% del presidente en ejercicio. El 22 de marzo, Pereira entregó la presidencia a Monteiro, y el 4 de abril, Carlos Veiga, líder electoral del MpD, asumió como primer ministro de Cabo Verde.
El nuevo gobierno programó para el 15 de diciembre las primeras elecciones municipales, con la intención de descentralizar el poder político. Los votantes debían elegir una "Cámara Municipal" gobernante, compuesta solo por miembros del partido más votado, y una "Asamblea Municipal" por medio de representación proporcional por listas. El MpD y el PAICV fueron los únicos dos partidos nacionales que disputaron la mayoría de los municipios, debiendo competir a su vez contra algunos "grupos independientes". Desgastado por la pérdida del gobierno y las dos abrumadoras derrotas electorales, el PAICV sufrió una nueva derrota electoral, recibiendo tan solo un 24,49% de los votos y obteniendo solo dos Cámaras Municipales, una de ellas en un municipio en el cual fue el único partido contendiente, y con una participación baja. Logró, sin embargo, que varios de sus candidatos a concejales resultaran electos, pero en varios municipios se vio superado en voto por grupos independientes.
En 1992, el PAICV fue admitido como miembro consultivo en la Internacional Socialista. Posteriormente, en agosto de 1993, Pires fue reemplazado como Secretario General por Aristides Lima, pero asumió a su vez como presidente del partido y sería otra vez su candidato a primer ministro. Las siguientes elecciones parlamentarias tuvieron lugar en diciembre de 1995, adelantadas. El gobierno del MpD redujo el número de escaños a 72. El PAICV acusó al MpD de "comprar votos" durante la campaña, pero de todas formas la votación se aceptó como limpia y tranquila.
A pesar de que en esta ocasión varios otros partidos disputaron el poder al oficialismo, el PAICV retuvo con éxito su papel como principal partido de la oposición. Sin embargo, fracasó en su objetivo primordial de impedir que el MpD retuviese su mayoría absoluta de dos tercios, logrando solo un 29,75% de los votos y 21 escaños. Si bien esto implicó la pérdida de dos bancas, en términos porcentuales perdió menos representación que el MpD, teniendo en cuenta la reducción de siete escaños del legislativo. Ante su mal desempeño electoral, el PAICV se abstuvo en las elecciones presidenciales, garantizando la reelección de Monteiro sin oposición. En las elecciones municipales, realizadas en enero de ese mismo año, logró obtener tres municipios, un ligero aumento con respecto a la elección anterior, e incrementar su representación en casi todas las Asambleas Municipales.
En septiembre de 1997, Pires enfrentó finalmente una competencia interna organizada contra su liderazgo, encabezada por José María Neves. Sin embargo, en las primarias partidarias, el líder en ejercicio logró la victoria con el 68% de los votos, relegando a Neves al segundo puesto. Ese mismo año, el PAICV logró la membresía plena en la Internacional Socialista.

### Vuelta al poder

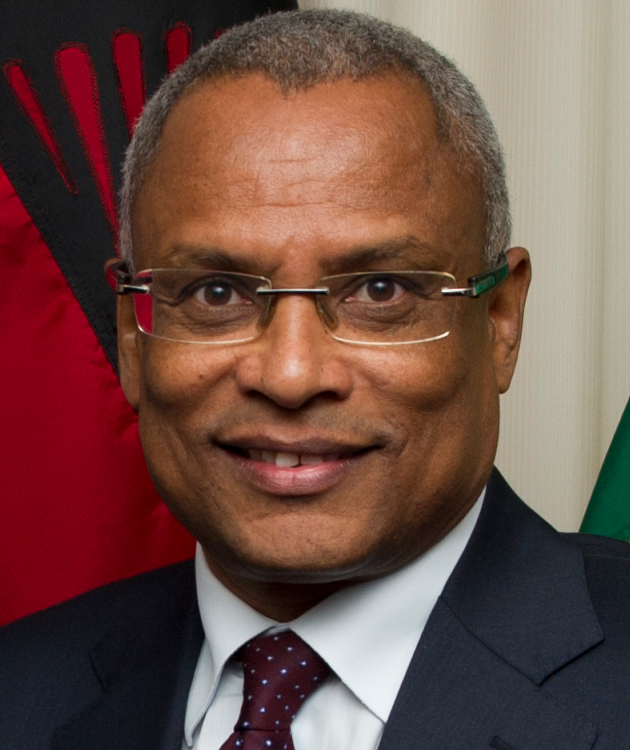
El liderazgo de José Maria Neves marcó el retorno al poder del PAICV democráticamente, volviendo a gobernar Cabo Verde por quince años (2001-2016).

A fines de la década de 1990, la posición del MpD como partido gobernante comenzó a tambalearse, en gran medida debido a los traumas económicos provocados por el cambio de una economía planficiada a una de mercado. Esto provocó que gran parte de la población se empobreciera, a pesar del crecimiento sostenido del país, y a que el partido oficialista que había encabezado la transición democrática comenzara a perder popularidad. Aunque todavía marcado por el estigma de su período como partido único, el cambio de discurso, la adhesión a la Internacional Socialista y el crecimiento de líderes rejuvenecedores como Neves llevaron a que el PAICV recuperara prestigio. En las elecciones municipales del 20 de febrero de 2000, el PAICV obtuvo una estrecha pero sorpresiva victoria con un 35,90% de los votos contra el 34,03% del MpD y tomó el control de siete de los quince municipios del país contra seis del partido gobernante, incluyendo tres de las cinco urbes más pobladas (la capital, Praia, Santa Catarina, y São Filipe). El MpD solo retuvo, entre las grandes urbes, São Domingos. Los demás municipios, destacando São Vicente (la segunda ciudad más poblada) fueron ganados por fuerzas locales, algunas en alianza con el MpD.
A mediados de año, Pires dimitió como presidente del PAICV para presentarse como candidato a presidente de la república en las elecciones presidenciales de 2001. El primer ministro, Carlos Veiga, renunció a su vez, dejando en su lugar a Gualberto do Rosário, para presentarse también como candidato del MpD. La renuncia de Pires permitió a José María Neves ganar definitivamente el liderazgo del PAICV y ser su candidato a primer ministro en los comicios parlamentarios venideros, que tuvieron lugar el 14 de enero de 2001. Neves encabezó una campaña progresista, promoviendo un claro rejuvenecimiento del PAICV y al mismo tiempo la promoción de valores socialdemócratas. Al ascenso de Neves se sumó el desgaste del MpD y la llegada de la Alianza Democrática para el Cambio (ADM), una coalición de partidos derechistas compuesta por desertores del MpD y por la Unión Caboverdiana Independiente y Democrática (UCID), primer partido de oposición fundado en el exilio tras la independencia. Las elecciones resultaron en un amplio triunfo para el PAICV, que consiguió obtener el 49,50% de los votos positivos y una mayoría parlamentaria de 40 escaños contra 30 del MpD y dos de la UCID dentro de la ADM. Neves asumió como primer ministro dos semanas más tarde, el 1 de febrero, poniendo fin a diez años de gobiernos del MpD.
La primera vuelta de las elecciones presidenciales se celebró el 11 de febrero, diez días después de la jura del nuevo gobierno. Pires obtuvo la primera minoría de votos con el 46,52% contra el 45,83% de Veiga, el 3,88% de Jorge Carlos Fonseca, candidato de la ADM, y el 3,77% de David Hopffer Almada, desertor del PAICV. Un 48% del electorado registrado no se presentó a votar. La asociación histórica de la figura de Pires con el gobierno de partido único motivó una reacción anticomunista en las elecciones, y la segunda vuelta, realizada el 25 de febrero, se polarizó por completo. En un escrutinio tenso que llevó a acusaciones cruzadas y recíprocas de fraude electoral, Pires finalmente resultó elegido como el tercer presidente de Cabo Verde con 75.827 sufragios contra 75.815 de Veiga, una diferencia exacta de 12 votos. Debido a la lentitud del recuento y a las acusaciones, Pires no pudo ser proclamado ganador sino hasta el 6 de marzo. A pesar de las protestas de Veiga, su partido no lo acompañó en los reclamos de fraude y reconoció la derrota con ciertas reservas. Monteiro finalizó su mandato el 22 de marzo y entregó el cargo a Pires, poniendo fin a una década de dominación política del MpD.
El gobierno de Neves inició relaciones diplomáticas con la República Popular China y firmó un tratado especial con la Unión Europea en 2002. El segundo gobierno del PAICV se distanció de la tradición africanista del partido y estrechó las relaciones con Occidente y con la Comunidad de Países de Lengua Portuguesa (CPLP), aunque con posterioridad retornó a su línea habitual y amplió su presencia en la Comunidad Económica de Estados de África Occidental (CEDEAO). El Banco Mundial y el Fondo Monetario Internacional juzgaron positivamente las políticas económicas y financieras del gobierno de Neves. En 2004 tuvieron lugar elecciones municipales. Aunque obtuvo más votos que en la elección anterior, el PAICV resultó derrotado por el MpD y perdió uno de sus gobiernos municipales, quedándole 6 con un 42,33% de los sufragios válidos. Sin embargo, en las elecciones parlamentarias de enero de 2006, lo ocurrido dos años atrás no se replicó, y el oficialismo obtuvo un holgado triunfo con el 52,28% de los votos e incrementó su mayoría absoluta a 41 escaños, resultando de este modo reelegido Neves. En febrero, el presidente Pedro Pires obtuvo un segundo mandato en una nueva elección ajustada. Aunque Veiga superó a Pires por 24 votos en la votación nacional, el presidente en ejercicio obtuvo un abrumador triunfo en el extranjero, que le permitió superar a su oponente. El PAICV cohabitó de este modo entre una fuerte presencia nacional y una débil estructura municipal.
Las quintas elecciones municipales de Cabo Verde tuvieron lugar el 18 de mayo de 2008. En esta ocasión, aunque el PAICV fue de nuevo superado en votos y municipios por el MpD, obtuvo su mejor resultado histórico en este rubro con un 44,17% de los votos y el control de diez de las veintidós cámaras municipales contra once del MpD y el Grupo Independiente para el Cambio de Sal (GIMS) en el municipio de Sal. El partido socialista fue también la principal fuerza opositora en todos los municipios donde no ganó. Se trató de la elección municipal más polarizada desde la instauración de la democracia. El 27 de junio, un mes más tarde, se anunció un nuevo gobierno liderado por Neves, con seis ministros uniéndose al gobierno y cuatro ministros abandonándolo. Tres de los nuevos ministros eran mujeres, lo que lo convirtió en el primer gobierno en Cabo Verde con una mayoría femenina, ocupando ocho de cinco carteras ministeriales.

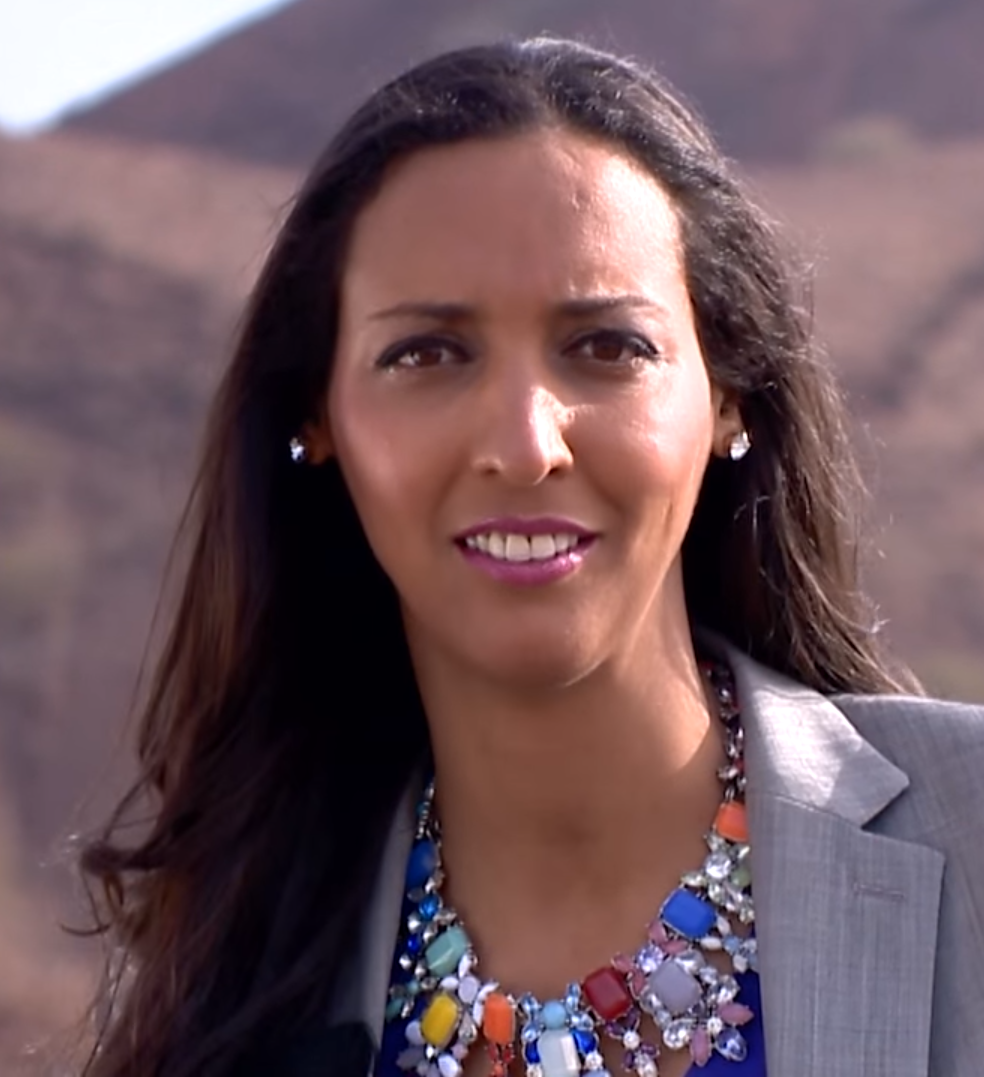
Janira Hopffer Almada se convirtió en la primera mujer caboverdiana en liderar un partido político al ser electa presidenta del PAICV.

En las elecciones parlamentarias de febrero de 2011, el PAICV revalidó por tercera vez su mayoría absoluta con el 52,68% de los votos. Si bien se trató de su mayor porcentaje de votos a nivel nacional, fue también la mayoría absoluta más exigua de la democracia, con solo 38 escaños sobre 72. Neves accedió de todas formas a un tercer mandato. Sin embargo, el partido enfrentó una sorpresiva y profunda crisis interna ante la imposibilidad de Pedro Pires de acceder a un tercer mandato como presidente, lo que provocó una disputa por la candidatura presidencial. Finalmente, Manuel Inocêncio Sousa fue el candidato presidencial oficial del partido, mientras que Aristides Lima se presentó como candidato independiente y recibió el apoyo de la Unión Caboverdiana Independiente y Democrática (UCID) y del Partido Laborista y Solidario (PTS), perfilándose como la primera amenaza seria al bipartidismo. El MpD, por su parte, presentó a Jorge Carlos Fonseca como candidato presidencial. En una cerrada competencia a tres bandas, el MpD consiguió la primera minoría de votos ante la división del PAICV con un 37,79% contra el 32,66% de Inocêncio y un 27,71% de Lima. Un cuarto candidato, Joaquim Monteiro, obtuvo el 1,84% restante. A pesar de la esperanza de Inocêncio y del propio Neves (que se mantuvo neutral en el conflicto interno del partido) de que bastaría con el apoyo de Lima para obtener la victoria en la segunda vuelta, Fonseca resultó elegido presidente con el 54,26% de los votos. La victoria presidencial del MpD, en contraste con su holgada derrota parlamentaria, implicó la primera cohabitación prolongada entre un presidente y un primer ministro de distinto partido durante un mandato completo.
El 22 de septiembre de 2011, a la edad de ochenta y siete años, falleció Aristides Pereira. El gobierno de Neves decretó duelo nacional y se le concedió un funeral de estado. En julio de 2012 tuvieron lugar elecciones municipales. El PAICV fue otra vez superado por el MpD y experimentó un ligero retroceso, recibiendo el 41,08% de los votos, y perdiendo el control de dos municipios, quedándose con ocho contra trece del MpD, que retuvo la capital, Praia, con Ulisses Correia e Silva como presidente de la Cámara Municipal, accediendo a la presidencia del partido opositor. En 2014, Neves anunció que se retiraría de la presidencia del PAICV tras catorce años en el cargo, lo que resultó en una ajustada elección interna. La abogada Janira Hopffer Almada, diputada por Santiago Sul, obtuvo el 51,24% de los votos contra el 40,31% de Felisberto Vieira y el 8,45% de Cristina Fontes Lima. De este modo, Almada se convirtió en la primera mujer caboverdiana en encabezar un partido político y en la líder más joven del PAICV, así como en su candidata a primera ministra en las elecciones parlamentarias venideras.

### Segundo período de oposición
En las elecciones parlamentarias de 2016, sin embargo, el PAICV sufrió una amplia derrota, venciendo el MpD con el 54,48% de los votos y una mayoría de 40 escaños contra el 38,16% del PAICV y 29 escaños. La UCID obtuvo el 6,87% y 3 escaños. De este modo, Ulisses Correia e Silva asumió como primer ministro, poniendo fin a quince años de administración del PAICV. A pesar de la derrota, se continuó barajando la candidatura de José Maria Neves a la presidencia de la república en las elecciones presidenciales venideras. En agosto de 2016, Almada fue invitada a un congreso celebrado por el MPLA, partido gobernante de Angola, como delegada, ambos partidos vinculados a la lucha contra el colonialismo y por la independencia. Se celebraron reuniones entre los participantes de PAICV, MPLA y el Partido Socialista Portugués (PS) cuyo presidente es Carlos César, entre otros.
Sin embargo, en los comicios municipales, ocurridos en el medio, el PAICV sufrió una de sus mayores derrotas electorales al perder el control de seis de los ocho municipios que controlaba y recibir solo el 35,81% de los sufragios contra un 54,89% de un MpD en alza. El resultado dejó al PAICV con una fuerte crisis interna en torno al liderazgo de Almada, quien luego de comentar la posibilidad de renunciar, finalmente no lo hizo, y con escasas chances de presentar una competencia coherente contra el popular presidente Jorge Carlos Fonseca. En este contexto, el PAICV manifestó su abstención. A pesar de un tardío y ligero acercamiento con el candidato independiente Albertino Graça, Fonseca resultó reelegido con casi tres cuartos de los votos y una participación de poco más de un tercio del electorado.
El 20 de diciembre de 2021, Hopffer fue sucedida como presidenta del PAICV por Rui Semedo.

## Historia electoral

### Elecciones presidenciales
|  | 26.56 % |

|  | 0.00 % |

|  | 46.52 % |

|  | 50.01 % |

|  | 50.98 % |

|  | 32.66 % |

|  | 45.74 % |

|  | 22.51 % |

|  | 51.73 % |

### Elecciones parlamentarias
|  | 95.58 % |

|  | 93.08 % |

|  | 94.10 % |

|  | 33.59 % |

|  | 29.75 % |

|  | 49.50 % |

|  | 52.28 % |

|  | 52.68 % |

|  | 38.16 % |

|  | 39.55 % |

### Elecciones municipales
|  | 24.49 % |

|  | 21.67 % |

|  | 35.90 % |

|  | 42.33 % |

|  | 44.17 % |

|  | 41.08 % |

|  | 35.81 % |

|  | 40.01 % |